# 泰國中華國際學校
泰國中華國際學校(英文: Thai-Chinese International School (TCIS); 泰文:โรงเรียนนานาชาติ ไทย-จีน)是泰國一所私立國際學校，於1995年創立。學校採取的是美國的教育制度。學校最初創立的目的是為駐泰國臺商及臺灣裔泰國人子女提供英語以及持續在臺的華語教育，2006年轉型為國際學校。學校設有幼稚園、小學部、中學部及高中部。目前有將近100位教職員和將近900名來自中華民國、泰國、中國大陸、美國以及加拿大等各國的教師與學生。

## 學校簡介
泰國中華國際學校校區有四棟教學大樓、四座體育場、一座小型劇院、一座圖書館、一座足球場、室內游泳池、健身房、人工攀岩設備以及一棟停車大樓。就讀的學生必須學習華、英、泰三種語言。所有中文教師都是從國外聘請的專業母語老師，六年級以上的學生，每人使用Mac book等個人電腦，加深學習成效。9年級以上學生可以額外選修日文、韓文及西班牙文等第四語言課程。學校同時開放大學先修課程(Advanced Placement)供學生選修，挑戰更高學術水平。
TCIS的學生完成學業後，獲得美國、加拿大、日本、韓國、臺灣、澳洲、香港、新加坡、泰國等世界各地一流大學錄取，例如普林斯頓大學、加利福尼亞大學柏克萊分校、國立臺灣大學、國立臺灣科技大學、國立清華大學、朱拉隆功大學等，學生表現獲得肯定。

## 外部連結
- （英文） 泰國中華國際學校官網（页面存档备份，存于）